# Rząd Daciana Cioloșa
Rząd Daciana Cioloșa – rząd Rumunii funkcjonujący od 17 listopada 2015 do 4 stycznia 2017.
4 listopada 2015, na rok przed końcem kadencji parlamentu, lewicowy premier Victor Ponta podał się do dymisji. Rezygnacja została wymuszona masowymi protestami, do których doszło po pożarze w klubie nocnym w Bukareszcie z 30 października 2015. 10 listopada prezydent Klaus Iohannis desygnował byłego komisarza europejskiego Daciana Cioloșa na urząd premiera Rumunii, powierzając mu misję stworzenia technicznego rządu funkcjonującego do czasu wyborów parlamentarnych w 2016. 15 listopada nowy premier ogłosił skład swojego gabinetu. Rząd rozpoczął urzędowanie 17 listopada po uzyskaniu wotum zaufania w parlamencie i zaprzysiężeniu jego członków.
Gabinet urzędował do 4 stycznia 2017, kiedy to został zastąpiony przez rząd Sorina Grindeanu.

## Skład rządu
- Premier: Dacian Cioloș
- Wicepremier, minister gospodarki: Costin Grigore Borc
- Wicepremier, minister rozwoju regionalnego i administracji publicznej: Vasile Dîncu
- Minister spraw wewnętrznych: Petre Tobă (do września 2016), Dragoș Tudorache (od września 2016)
- Minister finansów publicznych: Anca Dragu
- Minister rolnictwa i rozwoju wsi: Achim Irimescu
- Minister spraw zagranicznych: Lazăr Comănescu
- Minister obrony narodowej: Mihnea Motoc
- Minister sprawiedliwości: Raluca Prună
- Minister środowiska, gospodarki wodnej i leśnictwa: Cristiana Pașca Palmer
- Minister ds. społeczeństwa informacyjnego: Marius Bostan (do lipca 2016), Delia Popescu (od sierpnia 2016)
- Minister zdrowia: Patriciu Achimaș-Cadariu (do maja 2016), Vlad Voiculescu (od maja 2016)
- Minister edukacji narodowej i badań naukowych: Adrian Curaj (do lipca 2016), Mircea Dumitru (od lipca 2016)
- Minister pracy, rodziny, ochrony socjalnej i osób starszych: Claudia Costea (do kwietnia 2016), Dragoș Pîslaru (od kwietnia 2016)
- Minister ds. funduszy europejskich: Aura Carmen Răducu (do kwietnia 2016), Cristian Ghinea (od kwietnia 2016 do października 2016), Dragoș-Cristian Dinu (od października 2016)
- Minister transportu i infrastruktury: Dan Marian Costescu (do lipca 2016), Sorin Bușe (od lipca 2016)
- Minister kultury: Vlad Alexandrescu (do maja 2016), Corina Șuteu (od maja 2016)
- Minister młodzieży i sportu: Elisabeta Lipă
- Minister energii: Victor Vlad Grigorescu
- Minister delegowany ds. kontaktów z parlamentem: Ciprian Bucur
- Minister delegowany ds. kontaktów z diasporą: Dan Stoenescu (do lipca 2016), Maria Ligor (od lipca 2016)
- Minister delegowany ds. dialogu społecznego: Violeta Alexandru